# Ria van der Horst
Hendrika Anna Maria (Ria) van der Horst (Rotterdam, 10 augustus 1932) is een voormalig Nederlands zwemster.

## Biografie
Van der Horst behaalde, als vijftienjarige zwemster van de RDZ, een vijfde plaats op de Olympische Zomerspelen 1948 op de 100 meter rugslag met een tijd van 1.18,8. In 1949 - ze stond inmiddels op de zevende plaats van de wereldranglijst - vestigde ze samen met Nel Garritsen en Irma Schuhmacher een nieuw wereldrecord op de 3x100 meter wisselslag (3.45,6). Een jaar later won ze verrassend de Europese titel op de 100 meter rugslag (1.17,1). Hoewel ze goed van start ging op diezelfde afstand als eerst geplaatste van de tweede serie op de Olympische Zomerspelen 1952, werd ze gediskwalificeerd tijdens de finale van de 100 meter rugslag. Ze zou volgens de jury haar keerpunt gemist hebben; iets wat ze zelf ontkende.

## Erelijst
- 5e plaats Olympische Zomerspelen 1948 - 100 meter rugslag (1.18,8)
- Europese kampioenschappen zwemmen 1950 - 100 meter rugslag (1.17,1)